# Arándiga
Arándiga est une commune d’Espagne située dans la province de Saragosse, au sein de la communauté autonome d'Aragon, dans la comarque de la Comunidad de Calatayud.